# Société impériale d'archéologie

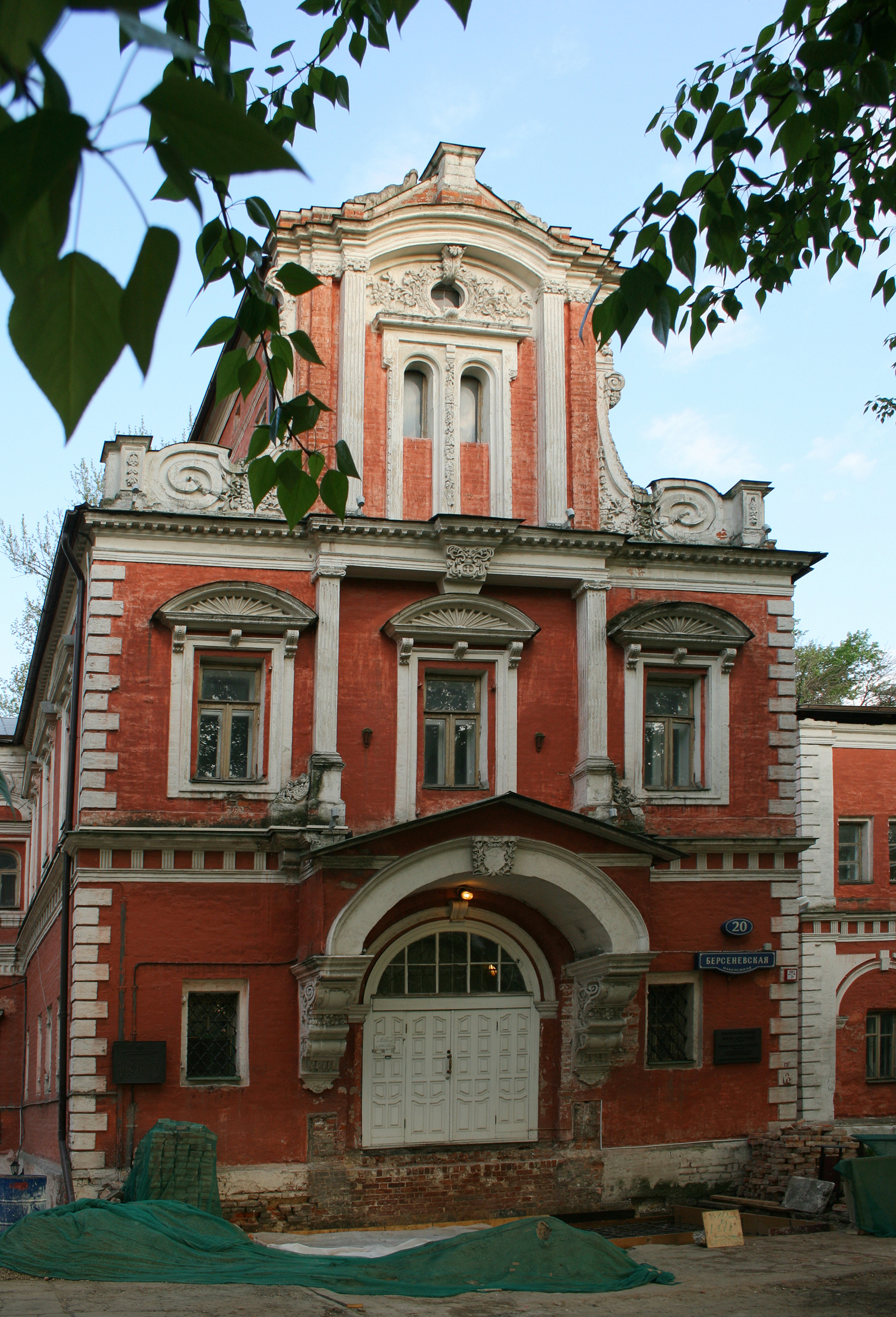
Palais Averki Kirillov à Moscou

La société impériale d'archéologie (appelée avant 1881 et après 1918 société moscovite d'archéologie) est une société fondée dans les années 1860 en Russie impériale à Moscou pour favoriser les travaux d'archéologie.

## Histoire
Le premier mécène de cette société est le comte Stroganov (1792-1884), immensément riche, qui avec le comte Ouvarov (1825-1884) en est le fondateur en 1864. Elle s'occupe de numismatique, du recensement et de la restauration de sites antiques et publie le résultat de ses travaux. La société se réunit les premières années au N°1/7 de la rue Malaïa Dmitrovka. Elle reçoit son patronage impérial à partir de 1881. En 1868, l'empereur Alexandre II fait don à la société du petit palais Kirillov, hôtel particulier fin XVIIe début XVIIIe sis au N°20 du quai Bersenevka (Bersenevskaïa), qu'elle se charge d'ailleurs de restaurer.
La restauration est une activité importante de la société, jusqu'en 1889, date à laquelle la commission archéologique, nouvellement créée, s'en charge. La société finance de 1869 à 1911 des expéditions et des campagnes archéologiques et découvre de nouveaux sites.
La société n'a jamais dépassé les cinq cents membres (423 en 1904, 362 en 1914). Elle commence à recevoir des subsides à partir de 1872, pour financer ses fouilles, mais ce n'est qu'en 1914, année du jubilé de son cinquantenaire, que l'État lui octroie des subsides de dix mille roubles.
La société supprime l'adjectif impérial en 1918 et cesse d'exister en 1923.

## Présidents
- Comte Alexeï Ouvarov, 1864-1885
- Comtesse Prascovie Ouvarov, 1885-1917 (veuve du précédent)
- Dimitri Anoutchine en est le directeur adjoint. Il est aussi président à partir de 1890 de la société des amateurs des sciences naturelles, d'anthropologie et d'ethnographie.

## Membres
Parmi les membres, on peut distinguer, outre les précédents : Alexandre Artemiev, l'archimandrite Antonin Kapoustine, Vassili Klioutchevski, Nikolaï Kostomarov, Ivan Machkov, Sergueï Soloviov, Apollinary Vasnetsov, Ivan Zabéline.

## Littérature
- Compte rendu de la Commission impériale archéologique, document numérique de la Bibliothèque de l'Université de Heidelberg

## Source
- (ru) Cet article est partiellement ou en totalité issu de l’article de Wikipédia en russe intitulé « Московское археологическое общество » (voir la liste des auteurs).